# テイルズ オブ シリーズ
『テイルズ オブ シリーズ』または『テイルズ シリーズ』（英: Tales of series）は、バンダイナムコエンターテインメント（旧ナムコ）より発売されているRPGシリーズ。第1作『テイルズ オブ ファンタジア』が1995年に発売されて以降、ゲーム作品の発売や、ゲームを中心とするメディアミックスの展開が行われている。第1作のPlayStationへの移植でプロダクションI.Gによるムービー追加等がなされ、シリーズの方向性を決定づけた。

## 概要
対戦型格闘ゲームのような操作性の戦闘システム「リニアモーションバトルシステム」をはじめ、作品ごとで各種の独特のシステムを持つ。また、アニメ風のキャラクターデザイン、声優によるキャラクター（以下キャラ）の声、アニメーション付きの主題歌など、アニメ的な手法を取り入れているのも特徴。
シリーズの世界累計出荷数は2021年の時点で2,500万本を超える。2011年の時点でファンは10代から30代の若年層が中心で、男女比はゲーム自体は男性7割で女性3割、イベントやグッズに関しては女性が9割5分。2015年以降はローカライズ化に加え、パッケージ販売やダウンロード販売、Steam向けの配信を開始したことで、国内のみならず海外のファン層が拡大しているとバンダイナムコエンターテインメントは発表している。

## ゲームタイトル一覧
| 1995 | テイルズ オブ ファンタジア                                   |
| 1996 |                                                              |
| 1997 | テイルズ オブ デスティニー                                   |
| 1998 | テイルズ オブ ファンタジア（PS）                             |
| 1999 |                                                              |
| 2000 | テイルズ オブ ファンタジア なりきりダンジョン                |
| 2000 | テイルズ オブ エターニア                                     |
| 2001 |                                                              |
| 2002 | テイルズ オブ ファンダム Vol.1                               |
| 2002 | テイルズ オブ ザ ワールド なりきりダンジョン2                |
| 2002 | テイルズ オブ デスティニー2                                  |
| 2003 | テイルズ オブ ザ ワールド 〜サモナーズ リネージ〜            |
| 2003 | テイルズ オブ ファンタジア（GBA）                            |
| 2003 | テイルズ オブ シンフォニア                                   |
| 2004 | テイルズ オブ タクティクス                                   |
| 2004 | テイルズ オブ シンフォニア（PS2）                            |
| 2004 | テイルズ オブ リバース                                       |
| 2005 | テイルズ オブ ザ ワールド なりきりダンジョン3                |
| 2005 | テイルズ オブ ブレイカー                                     |
| 2005 | テイルズ オブ エターニア（PSP）                              |
| 2005 | テイルズ オブ レジェンディア                                 |
| 2005 | テイルズ オブ コモンズ                                       |
| 2005 | テイルズ オブ タクティクス 外伝                              |
| 2005 | テイルズ オブ ジ アビス                                      |
| 2006 | テイルズ オブ エターニア オンライン                          |
| 2006 | テイルズ オブ ヴァールハイト                                 |
| 2006 | テイルズ オブ ファンタジア -フルボイスエディション-          |
| 2006 | テイルズ オブ ザ テンペスト                                  |
| 2006 | テイルズ オブ デスティニー（PS2）                            |
| 2006 | テイルズ オブ ザ ワールド レディアント マイソロジー          |
| 2007 | テイルズ オブ デスティニー2（PSP）                           |
| 2007 | テイルズ オブ ファンダム Vol.2                               |
| 2007 | テイルズ オブ イノセンス                                     |
| 2007 | テイルズ オブ ブレイカー (au)                                |
| 2008 | テイルズ オブ ザ ワールド マテリアルダンジョン               |
| 2008 | テイルズ オブ デスティニー ディレクターズカット              |
| 2008 | テイルズ オブ リバース（PSP）                                |
| 2008 | テイルズ オブ シンフォニア -ラタトスクの騎士-                |
| 2008 | テイルズ オブ ヴェスペリア                                   |
| 2008 | テイルズ オブ コモンズ (au)                                  |
| 2008 | テイルズ オブ ハーツ                                         |
| 2009 | テイルズ オブ ザ ワールド レディアント マイソロジー2         |
| 2009 | テイルズ オブ バーサス                                       |
| 2009 | テイルズ オブ ヴェスペリア（PS3）                            |
| 2009 | テイルズ オブ グレイセス                                     |
| 2010 | テイルズ オブ ファンタジア モバイル                          |
| 2010 | テイルズ オブ コモンズ (KOR)                                 |
| 2010 | テイルズ オブ ファンタジア なりきりダンジョンX               |
| 2010 | テイルズ オブ グレイセス エフ                                |
| 2011 | テイルズ オブ ザ ワールド レディアント マイソロジー モバイル |
| 2011 | テイルズ オブ ザ ワールド レディアント マイソロジー3         |
| 2011 | テイルズ オブ ジ アビス（3DS）                               |
| 2011 | テイルズ オブ エクシリア                                     |
| 2011 | テイルズ オブ キズナ                                         |
| 2012 | テイルズ オブ イノセンス R                                   |
| 2012 | テイルズ オブ ザ ヒーローズ ツインブレイヴ                   |
| 2012 | テイルズ オブ ザ ワールド ダイスアドベンチャー               |
| 2012 | テイルズ オブ ザ ワールド タクティクス ユニオン              |
| 2012 | テイルズ オブ カード エボルブ                                |
| 2012 | テイルズ オブ エクシリア2                                    |
| 2013 | テイルズ オブ ファンタジア（iOS）                            |
| 2013 | テイルズ オブ ビブリオテカ                                   |
| 2013 | テイルズ オブ ハーツ R                                       |
| 2013 | テイルズ オブ シンフォニア ユニゾナントパック                |
| 2013 | テイルズ オブ ハーツ R（iOS）                                |
| 2014 | テイルズ オブ リンク                                         |
| 2014 | テイルズ オブ アスタリア                                     |
| 2014 | テイルズ オブ ザ ワールド レーヴ ユナイティア                |
| 2015 | テイルズ オブ ゼスティリア                                   |
| 2016 | テイルズ オブ ベルセリア                                     |
| 2017 | テイルズ オブ ザ レイズ                                      |
| 2018 |                                                              |
| 2019 | テイルズ オブ ヴェスペリア REMASTER                          |
| 2020 | テイルズ オブ クレストリア                                   |
| 2020 | テイルズ オブ ヴェスペリア REMASTER（Windows 10）            |
| 2021 | テイルズ オブ アライズ                                       |
| 2021 | テイルズ オブ ルミナリア                                     |
| 2022 |                                                              |
| 2023 | テイルズ オブ シンフォニア REMASTERED                        |
| 2024 |                                                              |
| 2025 | テイルズ オブ グレイセス エフ REMASTERED                     |
| 2025 | テイルズ オブ エクシリア REMASTERED(予定)                    |

シリーズ作品は、新キャラクター・物語が提供される作品やその正統続編であるオリジナルと作品を越えてキャラクターが交わるクロスオーバーの2種類に分けられる。
以前は「本編」・「外伝」という区分が使用され、2007年以降はシリーズにおいて「母艦」のような存在となるマザーシップタイトルと「外伝」であるエスコートタイトルの2種類に分けられていたが、エスコートタイトルは様々な種類を内包する区分であり、その後加わった新たな区分であるモバイルにエスコートタイトルの一部作品の主戦場が移ったことから、エスコートタイトルという括りの意図がぼやけていった。また「“マザーシップ”のみが本流である」という見え方になっていることも懸念した結果、シリーズ25周年となる2020年に新たな区分となる「オリジナル / クロスオーバー」が制定されることになった。新たな分類は「どちらが本流」といった類のものではなく、シリーズ作品をどちらかの区分に閉じ込める狙いはないし、上下関係もない。また、両方の要素を併せ持つ作品が現れることも予想され、『テイルズ オブ クレストリア』がそれに当たるとされる。
作品のタイトルは多くのゲームに見られる一律のタイトルに番号を振る形式でなく、「テイルズ オブ」に続く言葉を作品ごとに変えている。ナンバリング形式でないのは、「数字で続けると直線の繋がりしかできないが、異なるタイトルならそれぞれの派生作品の制作により、横軸と縦軸で平面的に広げられる」と考えられたため。
作品ごとには独特のジャンル名が付けられる。第1作『テイルズ オブ ファンタジア』には存在しなかったが、第2作『テイルズ オブ デスティニー』にプロモーション担当の吉積信がつけたコピーが一部でジャンル名として紹介され、それ以降「なんとなく」ジャンル名になっていった。
- 対応機種略称
  - 据置機：SFC=スーパーファミコン、GC=ニンテンドー ゲームキューブ、Wii=Wii、Switch=Nintendo Switch、PS=PlayStation、PS2=PlayStation 2、PS3=PlayStation 3、PS4=PlayStation 4、PS5=PlayStation 5、Xbox 360＝Xbox 360、Xbox One=Xbox One、Xbox X/S=Xbox Series X/S、PC=パーソナルコンピュータ
  - 携帯機：GBC=ゲームボーイカラー、GBA=ゲームボーイアドバンス、DS=ニンテンドーDS、3DS=ニンテンドー3DS、PSP=PlayStation Portable、PS Vita=PlayStation Vita

### オリジナル
オリジナルと明言されている作品のみ記載。★は元マザーシップタイトル。
1990年代
- テイルズ オブ ファンタジア（1995年12月15日、SFC）★
  - テイルズ オブ ファンタジア（1998年12月23日、PS） - リメイク
  - テイルズ オブ ファンタジア（2003年8月1日、GBA） - SFC版に新要素を追加、PS版の一部の要素を追加
  - テイルズ オブ ファンタジア -フルボイスエディション-（2006年9月7日、PSP） - PS版に新要素を追加、戦闘時は2頭身から3頭身に変化、メインシナリオをフルボイス化
  - テイルズ オブ ファンタジア モバイル（2010年3月17日、携帯電話） - SFC版の移植
  - テイルズ オブ ファンタジア クロスエディション（2010年8月5日、PSP） - 『なりきりダンジョンX』に収録。『フルボイスエディション』に新要素追加、戦闘シーンの仕様変更
  - テイルズ オブ ファンタジア（2013年9月24日 - 2014年5月29日、iOS） - 操作画面をタッチパネル向けに最適化、課金制の導入

- テイルズ オブ デスティニー（1997年12月23日、PS）★
  - テイルズ オブ デスティニー（2006年11月30日、PS2） - リメイク
  - テイルズ オブ デスティニー ディレクターズカット（2008年1月31日、PS2） - PS2版に新要素を追加

2000年代
- テイルズ オブ ファンタジア なりきりダンジョン（2000年11月10日、GBC） - 『ファンタジア』の続編
  - テイルズ オブ ファンタジア なりきりダンジョンX（2010年8月5日、PSP） - リメイク。一部ストーリーなどの変更、戦闘システムの刷新、新キャラの追加

- テイルズ オブ エターニア（2000年11月30日、PS）★
  - テイルズ オブ エターニア（2005年3月3日、PSP） - 移植。戦闘エフェクトを修正、動画の追加

- テイルズ オブ デスティニー2（2002年11月28日、PS2）★
  - テイルズ オブ デスティニー2（2007年2月15日、PSP） - 移植。新要素を追加

- テイルズ オブ ザ ワールド 〜サモナーズ リネージ〜（2003年3月7日、GBA） - 『ファンタジア』の続編
- テイルズ オブ シンフォニア（2003年8月29日、GC）★
  - テイルズ オブ シンフォニア（2004年9月22日、PS2） - 移植。新要素を追加
  - テイルズ オブ シンフォニア ユニゾナントパック（2013年10月10日、PS3） - 続編『ラタトスクの騎士』と同時収録。新要素を追加
  - テイルズ オブ シンフォニア REMASTER（2023年2月16日、PS4・Xbox One・Switch)

- テイルズ オブ リバース（2004年12月16日、PS2）★
  - テイルズ オブ リバース（2008年3月19日、PSP） - 移植。新要素を追加

- テイルズ オブ ブレイカー（2005年1月31日、 FOMA 900i）
  - テイルズ オブ ブレイカー (闘技場)（2005年8月12日、 FOMA 900i）
  - テイルズ オブ ブレイカー（2007年12月13日、 Au）

- テイルズ オブ レジェンディア（2005年8月25日、PS2）★
- テイルズ オブ コモンズ（2005年10月14日、FOMA 900i ）
  - テイルズ オブ コモンズ（2008年08月28日、au）
  - テイルズ オブ コモンズ (韓国版) (2010年4月8日、LG・SKT・KT)

- テイルズ オブ ジ アビス（2005年12月15日、PS2）★
  - テイルズ オブ ジ アビス（2011年6月30日、3DS） - 移植。海外版の要素を追加

- テイルズ オブ エターニア オンライン (2006年3月3日、 PC）
- テイルズ オブ ヴァールハイト（2006年6月15日、 FOMA 900i）
  - テイルズ オブ ヴァールハイト (闘技場)（2006年12月7日、 FOMA 900i）

- テイルズ オブ ザ テンペスト（2006年10月26日、DS）
- テイルズ オブ イノセンス（2007年12月6日、DS）★
  - テイルズ オブ イノセンス R（2012年1月26日、PS Vita） - リメイク。一部ストーリーなどの変更、戦闘システムの刷新、新キャラの追加

- テイルズ オブ ザ ワールド マテリアルダンジョン（2008年1月31日、 FOMA 900i）
- テイルズ オブ シンフォニア -ラタトスクの騎士-（2008年6月26日、Wii） - 『シンフォニア』の続編
- テイルズ オブ ヴェスペリア（2008年8月7日、Xbox 360）★
  - テイルズ オブ ヴェスペリア（2009年9月17日、PS3） - 移植。新要素を追加
  - テイルズ オブ ビブリオテカ（2013年9月25日 - 2014年10月30日、iOS） - 『ヴェスペリア』の関連作品
  - テイルズ オブ ヴェスペリア REMASTER（2019年1月11日、PS4・Xbox One・Switch・Steam） - PS3版をHDリマスター化（Steam版のみ最大4K解像度対応）。発売済のDLCを全て収録（一部を除く）
  - テイルズ オブ ヴェスペリア REMASTER（2020年10月15日、Windows 10） - 移植。Steam版と内容は同一。

- テイルズ オブ ハーツ（2008年12月18日、DS）★
  - テイルズ オブ ハーツ R（2013年3月7日、PS Vita） - リメイク。一部ストーリーなどの変更、戦闘システムの刷新、新キャラの追加
  - テイルズ オブ ハーツ R（2013年10月10日 - 2016年3月31日、iOS） - 移植。操作画面をタッチパネル向けに最適化

- テイルズ オブ グレイセス（2009年12月10日、Wii）★
  - テイルズ オブ グレイセス エフ（2010年12月2日、PS3） - 移植。バグ修正、新要素を追加、新シナリオ「未来への系譜編」追加
  - テイルズ オブ グレイセス エフ リマスター（2025年1月16日（Steamのみ17日）、Switch・PS5・PS4・Xbox X/S・Xbox One・Steam） - グレイセス エフのリマスター。シリーズ30周年企画『テイルズ オブ』シリーズリマスタープロジェクトの第1弾。

2010年代
- テイルズ オブ エクシリア（2011年9月8日、PS3）★
  - テイルズ オブ エクシリア リマスター（2025年10月30日予定（Steamのみ31日予定）、Switch・PS5・Xbox X/S・Steam） - グラフィックの調整・向上。新機能の追加。一部を除くDLCの収録。シリーズ30周年企画『テイルズ オブ』シリーズリマスタープロジェクトの第2弾。

- テイルズ オブ エクシリア2（2012年11月1日、PS3）★
- テイルズ オブ ゼスティリア（2015年1月22日、PS3）★ - 欧米ではPS3・PS4・PCで発売
  - テイルズ オブ ゼスティリア Welcome Price（2016年7月7日、PS4）★ - 移植。廉価版として発売

- テイルズ オブ ベルセリア（2016年8月18日、PS4・PS3）★ - 欧米ではPS4・PCで発売

2020年代
- テイルズ オブ アライズ（2021年9月9日、PS5・PS4・Xbox One・Xbox X/S・PC）★ - Unreal Engine 4採用
- テイルズ オブ ルミナリア（2021年11月4日- 2022年7月20日、iOS・Android）

### クロスオーバー
クロスオーバーと明言されている作品のみ記載。
- テイルズ オブ ファンダム Vol.1（2002年1月31日、PS）
- テイルズ オブ ザ ワールド なりきりダンジョン2（2002年10月25日、GBA）
- テイルズ オブ タクティクス（2004年2月16日、FOMA 900i）
  - テイルズ オブ タクティクス 外伝（2005年11月9日） - 『タクティクス』の関連作品
- テイルズ オブ ザ ワールド なりきりダンジョン3（2005年1月6日、GBA）
- テイルズ オブ ザ ワールド レディアント マイソロジー（2006年12月21日、PSP）
- テイルズ オブ ファンダム Vol.2（2007年6月28日、PS2）
- テイルズ オブ ザ ワールド レディアント マイソロジー2（2009年1月29日、PSP）
- テイルズ オブ バーサス（2009年8月6日、PSP）
- テイルズ オブ ザ ワールド レディアント マイソロジー3（2011年2月10日、PSP）
  - テイルズ オブ ザ ワールド レディアント マイソロジー モバイル（2011年2月8日、携帯電話） - 『レディアント マイソロジー3』の関連作品
- テイルズ オブ キズナ（2011年11月22日 - 2014年9月25日）
- テイルズ オブ ザ ヒーローズ ツインブレイヴ（2012年2月23日、PSP）
- テイルズ オブ ザ ワールド ダイスアドベンチャー（2012年4月26日 - 2013年6月28日）
- テイルズ オブ カード エボルブ（2012年9月11日 - 2014年9月30日）
- テイルズ オブ ザ ワールド タクティクス ユニオン（2012年7月2日 - 2015年2月26日、Android・iOS）
  - テイルズ オブ ザ ワールド レーヴ ユナイティア（2014年10月23日、3DS） - 移植
- テイルズ オブ リンク（2014年3月3日〈iOS〉・2014年4月23日〈Android〉 - 2018年3月28日、iOS・Android）
- テイルズ オブ アスタリア（2014年4月3日〈Android〉・2014年4月23日〈iOS〉 - 2023年5月18日、iOS・Android）
- テイルズ オブ ザ レイズ（2017年2月28日 - 、iOS・Android）

### オリジナル・クロスオーバー
- テイルズ オブ クレストリア（2020年7月16日 - 2022年2月7日、iOS・Android）

## 特徴・共通要素

### 作品での演出
作品のテーマ
キャラクターの成長や、人との出会いや別れなどを追体験し映画やテレビとは異なる感動を得ることができるのがRPGの特徴とされるが、本シリーズでは特に「主人公側が正義で敵側が悪」という単純な構図ではないシナリオが提示される。テーマや言動には、10代前半から20代前半の人が「リアル」「自分のこと」と感じられる要素が組み込まれている。
ジャンル名
通常ゲームのジャンル名の説明欄では「RPG」と書かれる部分に、修飾語がつくのが定番となっている（ファンタジアの「伝説のRPG」、シンフォニアの「君と響きあうRPG」など）。
キャラクター
キャラクターデザインは、主に藤島康介、いのまたむつみの2人。他にも中澤一登、松竹徳幸や奥村大悟、一部のモバイル版では椎名優らが担当している。膨大なキャラクターが登場しながらも、それぞれの個性はハッキリしている。
キャラクターには声優が第1作『ファンタジア』の時点で起用されており、シリーズの人気を支える柱の1つとなっている。アフレコはゲーム作品としては珍しく声優陣が集合して行っている。当初はこのような手法はとっていなかったが、第2作『デスティニー』の声優への普段のアニメ収録についての質問で「掛け合いでテンションを上げる」という回答を得たことから、以降はなるべく一緒に集まって収録を行うようにしている。この手法は声優陣から「やりやすい」と評価されている。
アニメーションムービー、主題歌
PS版『デスティニー』からアニメーションが導入された。複数の企業がアニメーション制作に関わっているが、旧マザーシップタイトルのアニメーションは『グレイセス』までのほぼ全てをProduction I.Gが制作。『エクシリア』では初めてufotableが担当し、以降のオリジナル作品のアニメーションを制作している。オープニングには有名アーティストによる主題歌が採用される。初めて主題歌が採用されたのは第1作『ファンタジア』で、第2作『デスティニー』以降主題歌と共にアニメーションムービーが流れるようになった。

### キャラクター

#### 精霊
テイルズ オブ シリーズでは一部の作品を除き、世界の根本を司る存在として精霊が登場する（『エターニア』世界では晶霊と呼ばれる）。彼等は大いなる力を持っており、世界の危機に際して主人公達に力を貸してくれる。
火の精霊イフリートは主に炎を纏う人型、水の精霊ウンディーネは穏やかな性格の女性、風の精霊シルフは少年や少女のような姿で描かれる。地の精霊ノームは作品によって姿が異なるが、ユーモラスな姿とマイペースな性格で描かれることが多い。雷の精霊ヴォルトは、初期には雷を纏う球体として描かれ、人間には理解できない言葉を話していた。氷の精霊セルシウスは格闘家の少女の姿で描かれる。
光の精霊は三日月に乗った女性の姿で描かれるルナ、巨大な鳥の姿で描かれるアスカ、翼を持った女性の姿で描かれるレムの3体がいる。闇の精霊は、闇という実態が曖昧なものを司るためか作品によって大きく姿と性格が変わるシャドウや、「冥界の王」プルートがいる。
また、これらの精霊の上位に位置する存在として、老人の姿で描かれ、元素（分子）を司る精霊マクスウェルと、槍を携えた男性の姿で描かれ、全ての源を司る精霊の王オリジンも登場する。
これら以外にも、作品によって固有の精霊が登場することがある。
精霊が登場しない作品には『アビス』『イノセンス』リメイク版『デスティニー』などがある(オリジナル版『デスティニー』には戦闘中のみ登場する)。

#### ハーフエルフ
『ファンタジア』、『シンフォニア』などのタイトルでは、エルフと人間の混血（第一世代のみ）としてハーフエルフが存在する。シリーズ中のエルフは魔法が使え、エルフと人間の混血であるハーフエルフも魔法が使えるが、「魔法が使える人間」として、人間からもエルフからも忌み嫌われている。
作中のハーフエルフの耳は尖耳か丸耳のいずれかで、どちらになるかは分からない。エルフは約1000年と非常に寿命が長く、ハーフエルフもエルフの特徴を受け継いで青年期が大変に長いのが特徴である。

#### 定番のキャラクター
物語の構成や繋がりに係わらず、各シリーズ作品にたびたび登場するキャラが複数存在する。
アイフリード
シリーズ作品にたびたび名前が登場する大海賊。サブイベントやストーリーにかかわり、『エターニア』『ヴェスペリア』では血族がパーティーキャラとして登場。
漆黒の翼
男性2名、女性1名のメンバーで構成される集団。初出は『デスティニー』。サブイベントやストーリーに絡むが、名前のみ登場する場合もある。
ワンダーシェフ
世界中でさまざまなオブジェに擬態している料理人。初出は『エターニア』。正体を見破ると料理のレシピを教えてくれる。『シンフォニア』にはワンダーシェフのライバルのダークシェフ、『レジェンディア』にはパン料理のレシピを授けるワンダーパン職人が登場。
ねこにん
ネコの着ぐるみを着た人間のような外見の謎の生物。他にも「うしにん」「ありじごくにん」「かめにん」など似たような種族が登場する作品もある。

### その他の要素
アイテム
ほぼ全ての作品に登場しHPを回復する「アップルグミ」や、多数の作品に登場し、光弾の発射・アイテムサーチといった能力を持つ指輪「ソーサラーリング」といったものがある。
着せ替え
『シンフォニア』で初登場。キャラクターが「称号」を付け替えることで、その称号ごとの衣装に着替えるというシステム。『グレイセス エフ』では称号をつけただけでは変化せず、「コスチューム」のスキルを習得するとステータス画面で着替えることができるようになる。『エクシリア』ではキャラクターごとの称号が廃止されたため、装備画面で衣装と髪型を装備する形になっている。近年（2011年時点）の作品では、お面や帽子といった「アタッチメント」によるコーディネートも可能となっている。
マーボーカレー
麻婆豆腐風の具と味付けのカレー、またはご飯にカレーと麻婆豆腐をかけた料理。料理のレシピとして登場することがあり、他の料理と比べ高い効力を持っていることが多い。料理システムの採用以前は、民家などの鍋で煮込まれているものを食べることで、HPとTP全回復の効果を得られた。
2008年12月9日、広東風の麻婆豆腐が付属した欧風カレーライスとして、サークルKサンクスで商品化された。パッケージには『ハーツ』の主人公・シングとヒロイン・コハクが描かれた。また、2009年12月7日、ハウス食品により『グレイセス』とのタイアップでレトルト食品化された。
2017年5月30日には、バンダイナムコエンターテインメント公式Youtubeチャンネルの876TVのアニメごはんにて、レシピと作り方を公開した。
闘技場
ゲーム中で遊べるミニゲームの1つに、モンスターとの連戦を行う闘技場がある。1人の操作キャラだけで戦うシングルバトル、通常構成のパーティで戦うチームバトルなどの挑戦項目があり、それぞれの項目に複数の難易度がある。総じて、最高難易度をクリアすると、歴代のテイルズ オブ シリーズのパーティキャラが飛び込みの挑戦者として現れるというファンサービス的な展開となる。PS2版『リバース』、『テンペスト』、『イノセンス』、『ゼスティリア』、『ベルセリア』には存在しない。
エキストラダンジョン
ゲーム終盤や2周目以降に侵入できるダンジョン。多くは長丁場で中断やアイテム補充ができず、次のフロアに進むための特殊な条件が課される場合もある。途中のフロアや最下層では諸悪の根源とも言える物語の核心に触れるキャラや、過去のテイルズキャラやナムコキャラなどがボスとして待ち受けている。
特典DVD
『アビス』以降の作品においては、初回予約の特典として、ゲームソフトに特典DVDが付随するのが定番の傾向となっている。特典DVDの収録内容はチャットドラマ、声優インタビュー、作品の開発資料、製作中の次作の予告ムービーなど。
チャットドラマとは、フェイスチャットの画面を利用したキャラ達によるトークショー。いわば、十数分程度の非常に長いフェイスチャット。ゲーム中で行われるフェイスチャットとは異なり、会話の内容はゲーム本編とのつながりを持たない。主に特典DVDが付随する作品のキャラが登場し（他のシリーズから登場する場合もある）、作品の内容を話題のテーマとした座談会の雰囲気で進められる。ゲーム中とは性格が異なったり、声優が素で演じたりなど、キャラ崩壊が激しい上にコメディ色を打ち出す傾向が強い。OVA版『シンフォニア』の特典映像も類似した内容となっているがこちらは完全新作のアニメになっている（『シンフォニア』のユアン曰く「特典は楽しい場所」）。
全滅時演出
全滅すると「その後、彼ら/彼女ら（主人公たち）の行方を知るものは誰もいなかった…」とボイス付きのナレーションが流れることが多い（ボイス無しで、文字だけの作品も存在する）。
魔神剣
テイルズオブシリーズを代表する技であり、主に主人公や剣士のキャラクターが使用する。『エターニア』までの主人公は必ず使用することができたが、『デスティニー2』以降の作品では魔神剣を使えない主人公も増えてきている。

### 作品同士の繋がり
基本的に各作品は独立した世界設定である。別作品のキャラが何らかの形で登場することはあるが、それらはゲストとしての登場にとどまる。
しかし、一部の作品は以下のように世界設定を共有している。ただし、作品によっては設定がかみ合わない個所も存在する。
- 『ファンタジア』と『シンフォニア』は同時間軸の世界。
  - 『ファンタジア』および『ファンタジア クロスエディション』の100年後が『なりきりダンジョン』および『なりきりダンジョンX』。
  - 『シンフォニア』の2年後が『ラタトスクの騎士』。
- 『デスティニー』の18年後が『デスティニー2』。
- 『エターニア オンライン』と『エターニア THE ANIMATION』は『エターニア』で主人公たちが旅立ってからある程度時間が経過してからの物語。
- 『レディアント マイソロジー』のはるか未来の異世界が『レディアント マイソロジー2』および『レディアント マイソロジー3』。『2』と『3』がどの程度離れているかは明言されていない。
- 『ヴェスペリア 〜 The First Strike 〜』でのユーリが騎士団を退団した数年後が『ヴェスペリア』。（パラレルワールドという回答が公式からなされてはいる）
- 『エクシリア』の1年後が『エクシリア2』。
- 『ゼスティリア』の過去が『ベルセリア』。

#### トライバース
『イノセンス R』と『ハーツ R』は、異世界「トライバース」と関連がある。トライバースでは「トライバース語」という言語が使用されているほか、『イノセンス』の世界の物語が伝承として伝わっている。
トライバースでは、『イノセンス R』のキュキュや『ハーツ R』のガラドが所属する国と、『イノセンス R』のコンウェイが所属する国の間で戦争が起きており、キュキュは戦争に勝利するため、トライバースから『イノセンス R』の世界に技術を学びにやってきている。ガラドが『ハーツ R』の世界に送り込まれたのは20年ほど前だったが、そのころのガラドの国はまだ平和だった。
異世界に渡るためには、「トライバースゲート」と呼ばれる門を潜る必要がある。

### システム面での特色

#### 戦闘システム
戦闘方式に関しては、シリーズ作品共通で「リニアモーションバトルシステム」（Linearmotion Battle System；LMBS）と呼ばれる方式を採用している。作品によっては「リムス」という愛称が使われている。
RPGでよくあるターン制や、素早さの順番でキャラが行動するシステムではなく、同じ直線上に配置された敵・味方全てがリアルタイムで動き、行動することで戦闘が展開するシステム。キャラのステータスや特殊技能といった基本的なRPGの概念だけではなく、キャラごとの動作の個性、敵と味方との位置関係、攻撃を受けることで行動が阻害される「仰け反り」など、アクションゲーム的な概念を取り入れている。敵を全滅させると勝利となり、逆に味方が全滅すると敗北とみなされ、ゲームオーバーとなる。
操作方法は対戦型格闘ゲームに似ているが、格闘ゲームにありがちな必殺技などの複雑なコマンド操作を覚える必要はなく、通常攻撃（方向ボタンと組み合わせて攻撃の種類が変化）、術・技（方向ボタンに対応させて自分で設定し、同時に押すと発動）、防御といった基本操作のみである。デフォルトでは主人公が操作キャラになっているが、設定を変更することで他のキャラも操作出来る。プレイヤーが操作するキャラ以外は、プレイヤーの指定した「作戦」（ターゲット、TP消費、間合い、術主体か技主体か回復主体かなど）にしたがってオートで行動する。プレイヤーが操作せずにすべてをAIに任せることも可能で、その場合でも、メニュー画面から術技の発動を指定出来る。#術技形態も参照。
『テイルズ オブ エターニア』以降、特殊な操作によって発動する「秘奥義」が多くの作品で搭載されている。秘奥義発動時には発動者のイラストが挿入される（カットイン）。PS3版『ヴェスペリア』ではカットインに動作が加わった。

##### 各種システム
LMBSは上記のシステムを基本に、作品ごとに改良や独自の工夫が凝らされている。各システムの詳細はその作品の項目を参照のこと。
リニアモーションバトルシステム（LMBS）
起用作品：ファンタジア（SFC版）、なりきりダンジョン2、なりきりダンジョン3
シリーズの基本的基盤は既にこの時点で完成している。『なりきりダンジョン2・3』はシステム名こそ「LMBS」だが、内容的には「中級以上の術中に動けない『エターニア』」と言える。
エンハンスト・リニアモーションバトルシステム（E-LMBS）
起用作品：デスティニー（PS版）

プログレッシブ・リニアモーションバトルシステム（P-LMBS）
起用作品：ファンタジア（PS版、PSP版、GBA版）

アグレッシブ リニアモーションバトルシステム（A-LMBS）
起用作品：エターニア

トラスト&タクティカル リニアモーションバトルシステム（TT-LMBS）
起用作品：デスティニー2

マルチライン・リニアモーションバトルシステム（ML-LMBS）
起用作品：シンフォニア

3ライン リニアモーションバトルシステム（3L-LMBS）
起用作品：リバース

クロスオーバー リニアモーションバトルシステム（X-LMBS）
起用作品：レジェンディア

フレックスレンジ リニアモーションバトルシステム（FR-LMBS）
起用作品：アビス、レディアント マイソロジー、レディアント マイソロジー2、レディアント マイソロジー3

3オン3 リニアモーションバトルシステム（3on3-LMBS）
起用作品：テンペスト

エアーリアル リニアモーションバトルシステム（AR-LMBS）
起用作品：デスティニー（PS2版）

ディメンションストライド リニアモーションバトルシステム（DS-LMBS）
起用作品：イノセンス

フレックスレンジ：エレメントエンハンスト リニアモーションバトルシステム（FR：EE-LMBS）（通称：フリーリムス）
起用作品：シンフォニア -ラタトスクの騎士-

エヴォルヴドフレックスレンジ リニアモーションバトルシステム（EFR-LMBS）
起用作品：ヴェスペリア

コンビネーションエアーリアル リニアモーションバトルシステム（CNAR-LMBS）
起用作品：ハーツ

スタイルシフト リニアモーションバトルシステム（SS-LMBS）
起用作品：グレイセス

クロスアーツエアーリアル-リニアモーションバトルシステム（XAR-LMBS）
起用作品：ファンタジア なりきりダンジョンX

ダブルレイド・リニアモーションバトルシステム（DR-LMBS）
起用作品：エクシリア

ダイレクトインタラクション リニアモーションバトルシステム（DI-LMBS）
起用作品：イノセンスR

クロスダブルレイド・リニアモーションバトルシステム（XDR-LMBS）
起用作品：エクシリア2

エアリアルチェイス リニアモーションバトルシステム (ARC-LMBS)
起用作品：ハーツR

フュージョニックチェイン リニアモーションバトルシステム（FC-LMBS）
起用作品：ゼスティリア

リベレーション・リニアモーションバトルシステム（L-LMBS）
起用作品：ベルセリア

アドバンスドフリック・リニアモーションバトルシステム（ADF-LMBS）
起用作品∶レイズ

##### 戦闘ランク
テイルズ オブ シリーズではほぼすべての作品で、戦闘の難易度を調節することが出来る。最初、戦闘難易度は「ノーマル」に設定されており、多くの場合デフォルト状態では1ランク上の「ハード」かどちらかを選択可能。作品によってはノーマルより下の「イージー」「シンプル」などもある。クリアデータを引き継いで始めたデータではハードより上の「マニア」、作品によってはさらに上の「アンノウン」なども選択出来る。難易度が高いほど敵のパラメータが高くなり、低難易度では使用しなかった術技を使用してくるようになる場合もあり、より緊張感のある戦闘を楽しめる。また、戦闘難易度が高いとコンボボーナスによる経験値やGRADE（後述）が増える作品もある。

##### コンボコマンド
一部の作品には「コンボコマンド」というアイテムが存在し、これを操作キャラに装備させることで格闘ゲームのようにコマンド入力によって術技を使用出来る。基本操作の場合には使用出来る術技がセットしたものに限定される（戦闘中にセットし直すことは可能）が、コマンド入力であれば全ての術技を使用出来るというメリットがある。当然、コマンド入力に失敗すると術技が発動しないというデメリットはある。

#### 称号
サブイベントをこなすことによって、各キャラ（SFC版『ファンタジア』ではクレスのみ）にそのキャラを象徴する称号が与えられる。称号は装備可能で、メニュー画面で変更出来る。『エターニア』までは、一部を除き飾りのようなものに過ぎなかったが、『デスティニー2』以降は能力の上昇や付加をするなどの影響を与え、キャラのカスタマイズに幅を出すためのものになった。後に、能力値上昇の役割はその作品の世界観をより意識させる要素が受け持つようになり、称号は戦闘面以外の特殊能力の付加やサブイベントの発生条件、服装の変更などの役割を担うようになった。

#### チャット、スキット
町やダンジョンマップの中ではなく、専用の画面上でキャラが会話するシステム。内容は次の目的地に関することや、世界観の補完、キャラクターの設定などさまざまである。大半はパーティメンバー同士の会話だが、一時的にパーティメンバーに同行するサブキャラなどが登場することもある。作品によって細かな表現方法が異なり、「チャット」か「スキット」かの名称も変わる。基本的に、画面左下にタイトルが表示されたときに開始のボタンを押すことでキャラが会話を始める。
PS版『デスティニー』のアクティブパーティウィンドウ（APW）が原型で、これは好評だったもののある程度時間を置かなければ見ることができなかったため、PS版『ファンタジア』以降はワンクッション置くことで簡単に見ることができるようになった。APWはマップ上で常に表示されるウィンドウ内のキャラにより会話が行われたが、PS版『ファンタジア』ではキャラクターの顔部分が画面上に表示されて会話を交わすという「フェイスチャット」が採用された。『エターニア』ではチャットタイプのスキットはなく、ゲーム中のモデルを動かす形でのスキットを採用している。『デスティニー2』ではキャラの顔だけでなく、立ち絵を動かす「スクリーンチャット」を採用し、表現がよりアニメに近づいている。また『デスティニー2』以降は、特定の場所やタイトルメニューのサウンドテストなどで1度見たことのあるスキットを再閲覧することが可能となる。『シンフォニア』では再びフェイスチャットを採用、スキットごとのタイトルが表示されるようになる。以降細かな違いはあるが、システムの大きな変更はなく、フェイスチャット、スクリーンチャットのどちらかが採用されている。

#### 料理
PS版『ファンタジア』から採用されているシステムの1つ。作品によって細かい違いがあるが、入手したレシピに基づいた食材を消費して料理を作り、それを食べることで料理ごとの効果を得る。料理の効果はHPやTPの回復から、一時的なパラメータアップや状態異常回復の効果を持つものもある。レシピの入手方法は作品によって異なり、主に後述の「ワンダーシェフ」から入手する。システム確立までは、数多い食材を「フードサック」に入れることで、移動中に自動的に食材を消費して味方全員の体力が回復するシステムが存在していた。
各料理には熟練度が設定されており、熟練度が低い内は料理を失敗しがちで、失敗すると100%の効果を得ることが出来ない。熟練度はその料理を作ることで上昇し、高まるにつれ失敗の確率が低くなる。一度料理するとパーティは満腹になるため、次の戦闘後まで料理は出来ない。料理はメニュー画面で行うのが常だが、作品によっては特定の料理をオートに設定しておくことで戦闘終了時に自動的に食べられたり、ショートカットにより戦闘終了画面で料理をしたりと、メニューを開く手間を省けるものもある。
料理を作るキャラを選べる作品もあり、キャラごとに熟練度が設定されている。料理が不得手なキャラは初期熟練度が低く、失敗する確率も高い。また、熟練度が上がるとキャラに応じた追加食材を使えるようになる。追加食材は必須ではないものの、使えば食材に応じた追加効果が得られる。ここでキャラの好き嫌いが大きく反映され、そのキャラが嫌いな食材や料理だとなかなか成功せず、熟練度も上がりにくい。中にはとんでもない食材を追加するキャラもいる。
食材は他のアイテムに比べて安いものが多く、回復およびパラメータアップの手段として重宝される。だが、序盤の料理は回復量が小さい、1つの料理を作るための食材集めに町を転々とする必要がある、1度しか使えないため効率が悪い、などの欠点がある。

#### 周回要素
テイルズ オブ シリーズの多くの作品は、ニューゲームとは別にクリアデータを引き継いで最初から冒険を始めることが可能で、前回クリアデータの内容の一部を引き継いだり、おまけ要素を付加することが出来る。また、クリアデータを引き継いで始めたデータでのみ発生するイベントがある作品もある。初期は図鑑の内容を引き継ぐ程度だったが、『デスティニー2』以降はGRADEショップの導入により、多数のおまけ要素を追加出来るようになった（ただしほとんどの作品では「強くてニューゲーム」のようにレベルなどの全てを引き継ぐことは出来ない）。おまけ要素は「経験値2倍」「術・技引継ぎ」などプレイする上で有利に働くものから、「経験値半分」「初期HP減少」のようなやりこみ向けのもの、最大ヒット数によって経験値が大きく左右される「コンボ命」など、プレイヤーの判断で選べる項目が幅広く用意されている。

#### GRADE
クリアデータを引き継いで新たに冒険を始める場合のおまけ要素を得るために、自分が得たいおまけ要素に応じたポイントが必要となることがある。この時に必要なポイントがGRADE（グレード）である。いわばGRADEは、「おまけ要素を買うための通貨」として機能する。このようなシステムをGRADE SHOP（グレードショップ）と呼び、GRADEを多く溜めていれば選べるおまけ要素が増える。余ったGRADEは次回の冒険に繰り越されるため、次にクリアしたときのために取っておくことも出来る（一部、新しく周回を始める際にGRADEを使用しても減らず、増えていくのみの作品もある）。
作品により入手方法は異なるが、大まかに2種類に大別される。
1つ目は戦闘時に戦闘評価点として得るパターン。『ハーツ』までの作品で主流だった方式。戦闘に勝利すると通貨であるガルドや敵が落とすアイテムの他に、その戦闘の内容に応じたGRADEを入手することが出来る。評価基準は作品ごとに異なるが、戦闘中の様々な行動が評価対象となり、短時間で戦闘を終了する、敵の攻撃をガードする、連携を繋げるなどの効率的な行動を取る事で加点され、ダメージを受ける、攻撃をガードされる、戦闘不能になるなど被害を受ける、回復アイテムを消費する、または非効率的な行動を取ることで減点される（減点が無い作品もある）。最終的な和がその戦闘の評価点となり、マイナス点が多い場合はこれまで取得したGRADEの総数から減点されてしまう。そのため、ただ単に戦闘を重ねれば増えていくわけではないのが特徴である。『デスティニー2』で初めて戦闘評価点をGRADEとして使用するシステムが採用された。戦闘評価のシステム自体は『エターニア』が初出だが、この時はGRADEとしておまけ要素の購入には関わっていなかった。この方式の場合、GRADEは際限なく入手することができるので、理論上GRADE SHOPのすべてのおまけ要素を購入することが可能である（経験値取得量を増減させるものなど同時取得が不可能なものを除く）。
2つ目はゲームのやり込み度に対する評価点として得るパターン。『グレイセス』以降の作品で主流となっている。サブイベントを行う、コレクターブックなどを一定以上集めるなどの行動にあらかじめ対応するGRADEが設定されており、引き継ぎ時点で達成していた分だけのGRADEを利用することができる。この方式では獲得できるGRADEに上限があり、すべてのおまけ要素を購入してゲームを引き継ぐことはできない。

#### サウンドテスト
ゲーム中のすべての音楽、シナリオや術技のボイスなどが聴ける。作品によっては、ムービープレイヤーもある。また、2周目の初回起動時に聴ける曲・ボイスが増えることがある。

## 術技形態
シリーズの戦闘システムにおける術および技は、他のRPGにおける魔法や必殺技などと同じ役割を持っている。またシリーズの戦闘システムは他のRPGよりも対戦型格闘ゲームに近いものであり、格闘ゲームにおける必殺技に近いものとも言える。
大概のRPGでは「MP（マジックポイント）」を消費して魔法や必殺技を発動するが、シリーズにおいては、術技は主に「TP（テクニカルポイント）」を消費して発動する。シリーズの戦闘では、その特性上、術技の使用が頻繁なものとなるため、回復アイテムの使用や宿屋での宿泊といったRPG定番の回復手段以外に、戦闘終了時にTPが一定量回復するようになっている。
シリーズにおける攻撃の手段は「通常攻撃」「技」「術」の3つに大別される。それらについて、以下で説明する。

### 通常攻撃と技
武器を用いた攻撃法は「通常攻撃」と「技」に分けられる。リバース以前の作品では1つの武器に「斬り」と「突き」の攻撃力が別々に設定されていることが多く、同じ武器でも攻撃の動作によってダメージが異なっていた。通常の剣は斬り攻撃と突き攻撃のバランスが取れており、槍や細身の剣は斬り攻撃力が低く突き攻撃力が高い、斧は斬り攻撃力が高く突き攻撃力が弱いという特徴がある。作品の世界観によって術、技ともに定義や原理、名称が異なる。

#### 通常攻撃
「通常攻撃」とは、TPを消費せず行える攻撃行動のこと。これは術技には属しない基本行動の1つであり、全てのキャラクターが最初から行える。初期の作品では1回ずつしか繰り出せなかったが、PS版『テイルズ オブ ファンタジア』、『テイルズ オブ エターニア』以降の作品では通常攻撃を連続で繰り出せるようになった。何回連続で繰り出せるかはキャラクターによって異なる。作品によってはスキルやアイテムの効果で、通常攻撃を繰り出す回数を増やすことができる。また、作品によってはこれがヒットすることによりTPも回復する。

#### 技
「技」は、剣を振って衝撃波を放ったり、一連の攻撃動作のパターンを繰り出したりといった、物理的、武術的な術技である。敵を攻撃するものが大半で、回復や防御を目的としたものは少ない。
技は「特技 (Base Arte) 」「秘技 (Master Arte) 」「奥義 (Arcane Arte) 」などの様に何段階かに分類されることが多い。上位の技は下位の技に比べ威力が高く、形態は下位の技が強力になったものや、2種類の下位の技を組み合わせたもの、全く別のものもある。技はある技からある技へと連続で繰り出すことができる。この連携のパターンは作品により様々であるが、下位から上位の技に繋ぐのが基本であり、同位の技や下位の技に繋ぐ事は基本として出来ない。但し、特定のスキルやアイテムによって可能になる作品もある。

### 術
「術」は、「呪文を唱えて不可思議な現象を起こす」、いわゆる魔法である。攻撃目的が大半である技に対し、術は敵を攻撃するものやHPを回復するものなど様々な効果がある。
術を発動するには「詠唱時間」すなわち「術を発動するための呪文を唱える時間」が必要で、技のようにすぐに発動することはできない。術の発動を選択するとキャラクターは呪文の詠唱を開始し、一定の詠唱時間を経て術が発動する。この間、キャラクターは他の行動をとることができず、敵の攻撃を受けるなどして詠唱が途切れると術は発動しないので、術を使うキャラクターは敵からの距離を保つ必要がある。敵に近付かれてしまった場合は、防御することで自発的に詠唱を解除できる。
術も技同様に「下級」「中級」「上級」などのように何段階かに分けられることもあるが、詠唱時間が必要な術は技のように連携する事は難しいため、術の階級は威力や効力の大小および消費TPの大小、詠唱の長さなどを表すものに過ぎない場合が多い。

### 秘奥義
「秘奥義 (Mystic Arte) 」は、そのキャラクターの切り札である強力な術技。作品によっては存在しなかったり、名称が違う場合がある。通常の術技を大幅に上回る威力を持つ他、発動と同時に画面が暗転、使用キャラクターのイラスト（カットイン）が一瞬画面に割り込み、使用者以外はその時点で一旦行動が停止するなど特別な演出がなされる。
強力な反面、通常の術技のようにTPの消費だけでは発動できないことが多く、使用するには幾つかの条件を満たす必要があり、基本的に連続使用は出来ない。秘奥義にも技と術の区別があり、後者は作品によって発動するのに詠唱時間を要する。味方キャラクターやラストボスが使用する他、作品によっては秘奥義を使う敵キャラクターが複数存在することもある。敵の秘奥義を受けた時、1でダメージが止まる作品もあれば、戦闘不能になる作品もある。

### 属性
大半の「術」や一部の「技」は属性を持っている。登場する属性の種類や数は作品により異なるが、火、水、風、地、光、闇の6種類、次いで雷（光や風に統一されるか、火、風の両方とされることもある）、氷（水に統一されることもある。『ヴェスペリア』では水と風に統一）の2種類がよく登場する。敵が弱点とする属性の攻撃は通常よりも威力が増し、逆に敵が耐性を持つ属性の攻撃だと威力が低下し、最悪の場合はHPを回復させてしまう。PS2版『デスティニー』では音、打、斬、矢が、『エターニア』では元、時の属性が登場した。また『レジェンディア』では光は海、闇は呪として扱われる。
通常攻撃は基本的に「無属性」であるが、装備武器などが属性を持っている場合は属性を持つ。この場合、無属性の「技」も通常攻撃同様に属性を持つ。作品によっては無属性の攻撃に耐性を持つ敵も存在し、そういった作品では無属性は「属性が無い」と言うよりも「『無属性』という属性」と言える。

### 術技の使用回数
シリーズの多くの作品では、各術技の使用回数がカウントされる。作品によっては、術技の使用回数が一定以上になるとその術技の性能が向上したり、称号を得られるなどの特典がある。また、下級の術技の使用回数が、上級の術技を修得するための条件になっている場合もある。

### 作品ごとのバリエーション
シリーズでは、各作品ごとに「技」と「術」の呼び名が異なる。これは、その原理やパワーソースの設定が各作品によって異なる為であり、「術」の場合そういった原理やパワーソースに準じた呼び名が与えられる事が多い。一方、「技｣はそういった特殊な原理やパワーソースに依存しない通常の武術という扱いである事が多く、ストーリーの上で特別な呼び名を与えられる事は少ない。
以下は、各作品ごとの呼び名を記したものである。
『テイルズ オブ ファンタジア』（以下、ファンタジア）、『テイルズ オブ ファンタジア なりきりダンジョンX』（以下、なりダンX）
一部例外を除き、回復・補助型の術を「法術」、攻撃型の術を「魔術」と呼ぶ。また精霊や魔界の住人を召喚して攻撃させる術を「召喚術」と呼ぶ。
特殊なものとして、伊賀栗流「忍法」というものも存在する。
属性は「火、水、風、地、雷、光、闇、無」の8種類（作品の中には「無」という属性があり、物理攻撃とは別物である）。
『テイルズ オブ デスティニー』（以下、デスティニー）
術全般を「晶術」と呼ぶ。
PS2版では術技の最上級として秘奥義に相当する「ブラストキャリバー」が存在する。
属性は「火、水、風、地、雷、光、闇」の7種類。リメイク版では「斬、打、射、音、火、水、風、地、光、闇」の10種類。
『テイルズ オブ エターニア』（以下、エターニア）
術全般を「晶霊術」と呼ぶ。フリンジと呼ばれるシステムを用いて術を増やすため、一部の術を除いて属性が2つ存在する。
格闘スタイルながら回復技である「気功術」も存在する。
また、神の力（フィブリル）を用いた術技を「極光術」と呼ぶ。
秘奥義が初めて登場。名前の通り存在は隠されていた。特定の技のエフェクト中に同じコマンドを入力して発動。
属性は「火、水、風、地、雷、氷、光、闇、元素、時」の10種類。
『テイルズ オブ デスティニー2』（以下、デスティニー2）
術全般を「晶術」と呼ぶ。
技の最上級として秘奥義が、術の最上級として「具現結晶」が存在する。
属性は「火、水、風、地、光、闇」の6種類。
『テイルズ オブ シンフォニア』（以下、シンフォニア）、『テイルズ オブ シンフォニア -ラタトスクの騎士-』（以下、ラタトスク）
攻撃型の術を「魔術」、回復型や補助系の術を「治癒術」と呼ぶ。
内容を問わず天使にしか扱えない術を「天使術」と呼び、札を用いた術を「符術」と呼ぶ。
術技の最上級として秘奥義が存在する。主要な敵の一部にも搭載される。
属性は「火、水、風、地、雷、氷、光、闇」の8種類。
『テイルズ オブ リバース』（以下、リバース）
術技の概念は「フォルス」で統一されている。
術はシステム上、攻撃型の「導術」、主に回復型の「陣術」、主に補助型の「錬術」の3種類に分類される。
また、術技の区別を問わず上位のものは奥義に分類される。
秘奥義は特定の二人で発動する止め専用の必殺技。キャラクター単独での秘奥義は存在しない。
属性は「火、水、風、地、光、闇」の6種類。奥義に分類される導術は2つの属性を持つ。
『テイルズ オブ レジェンディア』（以下、レジェンディア）
術技全般を「爪術」と呼び、技を「アーツ系（爪体術）」、術を「ブレス系（爪晶術）」と呼ぶ。
設定上には、テルクェスを召喚する「ガスト系（爪幻術）」があった。
通常の爪術とは輝きの強さや色が違う伝説の「聖爪術」も存在する。
属性は「火、氷、雷、地、海、呪」の6種類。基本的に海は従来作品の「水、光」、呪は「闇」に相当する属性。
『テイルズ オブ ジ アビス』（以下、アビス）
術全般を「譜術」、音律師が使用する歌による魔法を「譜歌」と呼ぶ。
戦闘中、特定の条件下で術技が「FOF変化技」というものになる。また、術技の最上級として秘奥義が存在し、PS2版では一部のパーティーキャラクターしか複数の
秘奥義を所持していなかったが、3DS版で新たに追加された（北米版から逆輸入された）秘奥義が搭載されたことでパーティーキャラクター全員が複数の秘奥義を所持するようになった。
主要な敵にも搭載される。
属性は「火、水、風、地、光、闇」の6種類。
『テイルズ オブ ザ テンペスト』（以下、テンペスト）
術全般を「魔法」と呼ぶ。正式名称は「プリセプツ」。特に大がかりな魔法のことを、戦闘で使う一般的な魔法と区別して「プリセプツ」と呼ぶ事が多い。
属性は「火、水、風、地、雷、光、闇」の7種類。
『テイルズ オブ イノセンス』（以下、イノセンス）
術全般を「天術」と呼ぶ。
術技の最上級として秘奥義が存在する。主要な敵にも搭載される。
属性は「火、水、風、地、光、闇」の6種類。
『テイルズ オブ ヴェスペリア』（以下、ヴェスペリア）
回復・補助型の術を「治癒術」、攻撃型の術を「魔術」と呼ぶ。メテオスウォームのみ「精霊術」と呼ばれる。
一撃必殺の「フェイタルストライク」、また奥義・上級魔術の上に「バーストアーツ」、最上級として秘奥義が存在する。主要な敵にも搭載される。
属性は「火、水、風、地、光、闇、物」の7種類。
雷属性は「火・風」、氷属性は「水・風」とされ、その他に「火・土」や「風・光」という特殊な組み合わせも存在する。
『テイルズ オブ ハーツ』（以下、ハーツ）
術全般を「思念術」と呼ぶ。
術技の最上級として「コンビネーションブラスター」が登場する。主要な敵にも搭載される。
「物理属性」として「斬、打、射」の3種類と、「思念属性」として「火、水、地、風、光、闇」の6種類がある。
PS Vita版では「コンビネーションブラスター」は従来作通り「秘奥義」という名称となり、かつ特定の2人による合体秘奥義が追加された。
また「物理属性」の概念が無くなり、すべての術技が「思念属性」で統一された。
『テイルズ オブ グレイセス』（以下、グレイセス）
既存シリーズの分類とは違い、「アーツ」と「バースト」という二種類の体系があり、根底にある力を「煇術」と呼ぶ。
さらに細分化すると、アーツに「帯刀技、格闘技、両剣技、投剣技、細剣技、操刃技、長銃技」、バーストには「抜刀術、再生術、双銃術、神聖術、威圧術、攻撃術、法陣術」がある。
術技の最上級として秘奥義が登場する。主要な敵にも搭載される。
他の作品とは異なり属性の概念が存在せず、敵にどの攻撃が有効かを示す、26種にも及ぶ「有効特性」がある。
『テイルズ オブ エクシリア』（以下、エクシリア）
シリーズ従来における技のことを「武身技」、術のことを「精霊術」と呼ぶ。
術技の最上級として秘奥義が存在する。主要な敵にも搭載される。
属性は「火、水、風、地、光、闇」の6種類。続編の『テイルズ オブ エクシリア2』（以下、エクシリア2）では「物理属性」として「斬、打、射」の3種類が追加された。
雷属性は「火・風」、氷属性は「水・地」とされる。
『テイルズ オブ ゼスティリア』（以下、ゼスティリア）
術全般を「天響術」と呼ぶ。
術技の最上級として秘奥義が存在し、パーティキャラクターには原則2種類の秘奥義が搭載されている（一部を除く）。主要な敵にも搭載される。
属性は「火、水、風、地、無」の5種類。
『テイルズ オブ ベルセリア』（以下、ベルセリア）
技全般は「特技」「奥義」、術全般は「聖隷術（回復術）」と呼ぶ。さらに特定の条件下で発現する「ブレイクソウル（秘術）」「スイッチブラスト」も登場。味方キャラクターは特技、奥義、聖隷術の3種類のうち2種類を持っている。
キャラクターごとの条件を満たすと使用できる術技を「ブレイクソウル」と呼び、ベルベットとマギルゥはブレイクソウル中に特定の条件下で発動する「秘術」という術技が使える。「スイッチブラスト」は交代時に繰り出す術技。秘奥義は術技の最上級として存在し、主要な敵にも搭載される。味方キャラクターは単独で3種類の秘奥義を持ち、特定の二人による協力秘奥義がある。
属性は「火、水、風、地、無」の5種類で、すべての術技がいずれか1つ以上の属性を持っている。またすべての敵は「獣、甲殻、不定形、無足、有翼、獣人、装甲、不死者、妖魔、竜、人、不明」の12種類のうち、ひとつ以上の種族を備えている。味方キャラクターは属性と種族を持たない。
『テイルズ オブ アライズ』（以下、アライズ）
術全般を「星霊術」と呼ぶ。
また敵の「ブレイクゲージ」と呼ばれる耐久度を０にすることで、特定の2人で発動できる「ブーストストライク」や特定の種族や条件を満たすことで敵を強制的にダウンさせる「ブーストアタック」などがある。
術技の最上級として秘奥義があり、パーティキャラクターは全員2種類の秘奥義を有する。主要な敵にも搭載される。
属性は「火、水、風、地、光、闇」の6種類。

## テーマ曲

### オープニングテーマ
（発売順）
| 起用タイトル | 曲名                                  | 備考                                                                  | 歌手名                       | 所属                 |
| --- | ------------------------------------- | --------------------------------------------------------------------- | ---------------------------- | -------------------- |
| ファンタジア | 夢は終わらない 〜こぼれ落ちる時の雫〜 | SFC・GBA版OP ゲーム・CD音源でバージョンが異なる                       | 吉田由香里                   | ビクター             |
| ファンタジア | 夢は終わらない 〜こぼれ落ちる時の雫〜 | PS・PSP・iOS版OP                                                      | よーみ                       | ビクター             |
| デスティニー | 夢であるように                        | この作品からアニメーションムービーが起用された                        | DEEN                         | B-Gram RECORDS       |
| エターニア | flying                                |                                                                       | GARNET CROW                  | GIZA studio          |
| デスティニー2 | key to my heart                       |                                                                       | 倉木麻衣                     | GIZA studio          |
| シンフォニア | Starry Heavens                        | GC版OP                                                                | day after tomorrow           | avex                 |
| シンフォニア | そして僕にできるコト                  | PS2版OP                                                               | day after tomorrow           | avex                 |
| リバース | good night                            |                                                                       | Every Little Thing           | avex                 |
| レジェンディア | TAO                                   |                                                                       | Do As Infinity               | avex                 |
| アビス | カルマ                                | アニメ版にも起用された                                                | BUMP OF CHICKEN              | トイズファクトリー   |
| テンペスト | VS（ヴァーサス）                      | 度重なる発売延期により、CMではラブリー♡キャッツアイに切り替わっている | misono（day after tomorrow） | avex                 |
| レディアント マイソロジー | 光と影                                |                                                                       | 植村花菜                     | キングレコード       |
| イノセンス イノセンスR | Follow the Nightingale                |                                                                       | KOKIA                        | ビクター             |
| シンフォニア ラタトスクの騎士 | 二人三脚                              |                                                                       | misono（day after tomorrow） | avex                 |
| ヴェスペリア | 鐘を鳴らして                          | Xbox･PS3版以降でシーンが異なる                                        | BONNIE PINK                  | ワーナーミュージック |
| ハーツ ハーツR | 永遠の明日                            | オリジナル･Rでシーンが異なる                                          | DEEN                         | BMG JAPAN            |
| レディアント マイソロジー2 | flyaway                               |                                                                       | BACK-ON                      | avex                 |
| バーサス | Be your wings                         |                                                                       | GIRL NEXT DOOR               | avex                 |
| グレイセス グレイセスF | まもりたい 〜White Wishes〜           |                                                                       | BoA                          | avex                 |
| ファンタジア なりきりダンジョンX | ガラスの花                            |                                                                       | 奥華子                       | ポニーキャニオン     |
| レディアント マイソロジー3 | with you feat.Me                      |                                                                       | BACK-ON                      | avex                 |
| エクシリア | progress                              | ジュード編、ミラ編でシーンが異なる                                    | 浜崎あゆみ                   | avex                 |
| イノセンスR | NewDay,NewLife                        | こちらはストーリー開始時のOPに使用されている                          | KOKIA                        | ビクター             |
| ヒーローズ ツインブレイヴ | SHINE                                 |                                                                       | FUNKIST                      | ポニーキャニオン     |
| エクシリア2 | Song 4 u                              |                                                                       | 浜崎あゆみ                   | avex                 |
| シンフォニア ユニゾナントパック | Starry Heavens ver. 2013              | 2013年版新アレンジ 後のPS4・Switch版等にも起用                        | misono（day after tomorrow） | avex                 |
| シンフォニア ユニゾナントパック | そして僕にできるコト ver. 2013        | 2013年版新アレンジ 後のPS4・Switch版等にも起用                        | misono（day after tomorrow） | avex                 |
| シンフォニア ユニゾナントパック | 二人三脚 ver. 2013                    | 2013年版新アレンジ                                                    | misono（day after tomorrow） | avex                 |
| レーヴ ユナイティア | 光る闇                                |                                                                       | 中川奈美                     |                      |
| ゼスティリア | White Light                           |                                                                       | Superfly                     | ワーナーミュージック |
| ベルセリア | BURN                                  |                                                                       | FLOW                         | Ki/oon Music         |
| アライズ | HIBANA                                | 第1部OP                                                               | 感覚ピエロ                   | JIJI                 |
| アライズ | Hello, Again ～昔からある場所～       | 第2部OP                                                               | 絢香                         | A stAtion            |
| アライズ | We Still                              | 「Beyond the Dawn」OP                                                 | 感覚ピエロ                   | JIJI                 |
| 備考:2007年7月4日より、シリーズ（『ファンタジア』～『テンペスト』（『アビス』除く））の主題歌が収録されているアルバム「The Best of Tales」がリリース。 |                                       |                                                                       |                              |                      |

### エンディングテーマ
（発売順）
| 起用タイトル                                                  | 曲名                        | 備考                   | 歌手名                    | 所属             |
| ------------------------------------------------------------- | --------------------------- | ---------------------- | ------------------------- | ---------------- |
| ファンタジア                                                  | 星を空に… Moonlight Version | PS版のみ               | 吉田由香里                | ビクター         |
| エターニア                                                    | eighteen                    | PS版のみ               | New Cinema 蜥蜴           | GIZA studio      |
| レジェンディア                                                | My Tales                    | メインシナリオED       | Donna Burke & Gab Desmond | -                |
| レジェンディア                                                | hotarubi                    | キャラクタークエストED | Donna Burke               | -                |
| レディアント マイソロジー                                     | 紙ヒコーキ                  |                        | 植村花菜                  | キングレコード   |
| イノセンス イノセンスR                                        | say goodbye & good day      |                        | KOKIA                     | ビクター         |
| レディアント マイソロジー2                                    | Where is the future?        |                        | BACK-ON                   | avex             |
| レディアント マイソロジー2                                    | Re:Start                    | 2周目以降ED            | BACK-ON                   | avex             |
| ファンタジア なりきりダンジョンX                              | rebirth                     |                        | 奥華子                    | ポニーキャニオン |
| レディアント マイソロジー3                                    | 流れ星                      |                        | BACK-ON                   | avex             |
| ヒーローズ ツインブレイヴ                                     | NEW DAYS                    |                        | FUNKIST                   | ポニーキャニオン |
| タクティクス ユニオン レーヴ ユナイティア                     | 懐かしい夢                  |                        | 中川奈美                  |                  |
| 備考:上述以外のゲームタイトルは、インスト曲が使用されている。 |                             |                        |                           |                  |

### その他のアーティストソング
（発売順）
| 起用タイトル                     | 曲名                            | 関係                         | 歌手名 | 所属                           |
| -------------------------------- | ------------------------------- | ---------------------------- | --- | ------------------------------ |
| ファンタジア                     | Happy Happy!                    | イメージソング               | アーチェ・クライン（声：かないみか）                                                                         | ビクター                       |
| エターニア オンライン            | やまない雨はない                | イメージソング               | 伊沢麻未 | ソニー・ミュージック           |
| レジェンディア                   | 伝説の巫術士                    | 挿入歌                       | カノン | Sony Music Japan International |
| レジェンディア                   | 鳥は鳴き、僕は歌う              | 挿入歌                       | カノン | Sony Music Japan International |
| レジェンディア                   | 蛍火                            | 挿入歌                       | 須藤まゆみ                                                                                                   | 東芝EMI                        |
| レジェンディア                   | お話しましょう                  | 挿入歌                       | すずかけ児童合唱団                                                                                           | -                              |
| レジェンディア                   | 回線不良                        | 挿入歌                       | 金沢知栄子                                                                                                   | -                              |
| コモンズ                         | キセキ                          |                              | 植村花菜 | キングレコード                 |
| アビス                           | 譜歌〜song by Tear〜            | 挿入歌                       | ティア・グランツ（声：ゆかな）                                                                               |                                |
| ヴァールハイト                   | 言えないよ                      |                              | JAMOSA | 東芝EMI                        |
| テンペスト                       | ラブリー♡キャッツアイ           | イメージソング、TVCMソング   | misono（day after tomorrow）                                                                                 | avex                           |
| レディアント マイソロジー        | 光と影                          | アレンジ                     | カノンノ・イアハート（声：伊藤かな恵）                                                                       |                                |
| レディアント マイソロジー        | 紙ヒコーキ                      | アレンジ                     | パスカ・カノンノ（声：工藤晴香）                                                                             |                                |
| レディアント マイソロジー2       | flyaway 『テイルズ オブ』 Remix | アレンジ                     | BACK-ON | avex                           |
| ファンタジア なりきりダンジョンX | 羽                              | 挿入歌                       | 奥華子 | ポニーキャニオン               |
| レディアント マイソロジー3       | with you『テイルズ オブ』Remix  | アレンジ                     | BACK-ON feat. Me/平野綾                                                                                      | ポニーキャニオン               |
| レディアント マイソロジー3       | キミにチカラを                  | イメージソング               | カノンノ・グラスバレー（声：平野綾）                                                                         |                                |
| レディアント マイソロジー3       | ラヴ・ビート                    | イメージソング               | パスカ・カノンノ（声：工藤晴香） カノンノ・イアハート（声：伊藤かな恵） カノンノ・グラスバレー（声：平野綾） |                                |
| ヒーローズ ツインブレイヴ        | Party! Love Beat!               | イメージソング               | パスカ・カノンノ（声：工藤晴香） カノンノ・イアハート（声：伊藤かな恵） カノンノ・グラスバレー（声：平野綾） |                                |
| ヒーローズ ツインブレイヴ        | 想っている ずっと・・・         | イメージソング               | 宮田翔子 |                                |
| ダイスアドベンチャー             | チズノアリカ                    | テーマソング                 | Daisy×Daisy                                                                                                  | ポニーキャニオン               |
| ハーツR                          | フローラの子守唄                | 挿入歌                       | フローラ・スポデューン（声:高橋理恵子）                                                                      |                                |
| リンク                           | SCARLET STARLET                 | テーマソング                 | ストレイテナー                                                                                               | ユニバーサル                   |
| アスタリア                       | believe in you                  | 『星のカケラ』編OP           | Do As Infinity                                                                                               | avex                           |
| アスタリア                       | Eternally                       | 『光と闇の救世主』編OP       | CREAM | ARTIMAGE                       |
| アスタリア                       | We Belong                       | 『結晶の大地と導きの光』編OP | BONNIE PINK                                                                                                  | ワーナーミュージック           |
| アスタリア                       | ACROSS                          | 『追憶の楽園（エデン）』編OP | 水樹奈々 | キングレコード                 |
| アスタリア                       | Adventure                       | 『アヴァロンに眠る輝石』編OP | Beverly | avex                           |
| アスタリア                       | DIVERGED LIGHT                  | 『双星の宿命』編OP           | 近藤隆 |                                |
| レイズ                           | NEW WALL                        | 第1部OP                      | [Alexandros]                                                                                                 | ユニバーサル                   |
| レイズ                           | ミライリスト                    | 第2部OP                      | GIRLFRIEND                                                                                                   | avex                           |
| レイズ                           | ミライからの光                  | 第3部OP                      | DEEN | エピック                       |
| レイズ                           | I believe                       | 第4部OP                      | BoA | avex                           |
| レイズ                           | Back to Life                    | 第5部OP                      | 平原綾香 | EMI Records                    |
| クレストリア                     | 蜜と遠吠え                      | テーマソング                 | ゲスの極み乙女。                                                                                             | ワーナーミュージック           |
| アライズ                         | Blue Moon                       | グランドテーマ、CMソング     | 絢香 | avex                           |
| ルミナリア                       | ANSWER                          | インスパイアソング           | フレデリック、須田景凪                                                                                       | A-Sketch                       |
| ルミナリア                       | TOMOSHI BEAT                    | テーマソング                 | フレデリック                                                                                                 | A-Sketch                       |
| --                               | Tales...                        | イメージソング               | misono（day after tomorrow）                                                                                 | avex                           |

## 制作
『ファミ通Xbox360』2009年3月号での樋口義人からの言によると「ハードを決めてから企画を考えるのではなく、企画を立ててそこからハードを選択する」。
シリーズに休みはなく、ある作品が発売されても、次の作品も常に製作されている。
制作会社は多数存在する。初期の作品は日本テレネットにより行われ、2003年からはナムコ・テイルズスタジオ、2012年からはバンダイナムコスタジオが開発を担当する。外伝作品ではアルファ・システムが度々かかわっている。

### スタッフ
ナムコ関係
プロデューサー
- 岡本進一郎 - SFC版『ファンタジア』からシリーズに関わり、チーフディレクターや制作プロデューサーなどを務めている。プロデューサーとしては『なりきりダンジョン』・PS2版『デスティニー』・『なりきりダンジョンX』を担当。
- 豊田淳 - 『エターニア』の原作・監督、『ファンダム Vol.1』・『レジェンディア』のプロデューサーを務める。
- 吉積信 - 『デスティニー2』以前はプロモーション担当。『なりきりダンジョン2』以降のシリーズのプロデューサーを務める。PS2版『デスティニー』からはエグゼクティブプロデューサーに昇格。『イノセンス』からは統括プロデューサーとして関わる。
- 大舘隆司 - 主にエスコートタイトルのプロデューサーを務める。
- 深谷泰宏 - 『ゼスティリア』以前は品質管理を担当。『ベルセリア』のプロデューサーを務める。
- 富澤祐介 - 『ヴェスペリアREMASTER』以降のシリーズIP総合プロデューサーを担当。『アライズ』のプロデューサーを務める。ナムコ関連では『GOD EATER』シリーズのIP総合プロデューサーを務めている。

シナリオ
- 田中豪 - PS版『デスティニー』からシリーズにかかわり、いくつかの作品でシナリオを手がけている。
- 木賀大介 - 『バーサス』・『グレイセス』（未来への系譜編）・『エクシリア』等のシナリオを手掛けている。
- 山本尚基 - 『ハーツ』・『バーサス』（ロイド＆コレット編）・『エクシリア2』・『ゼスティリア』等のシナリオを手掛けている。

キャラクターデザイン
- 奥村大悟 - サブキャラやモンスターのデザインなど。『ラタトスクの騎士』や『エクシリア2』以降のオリジナル作品ではメインキャラのデザインを務める。
- 岩本稔 - 『レディアント マイソロジー』シリーズのオリジナルキャラ、『ゼスティリア』以降のオリジナル作品のメインキャラのデザインを務める。

システム
- 有働龍郎 - 戦闘システムのプログラム担当。

音楽
- 桜庭統 - シリーズのほとんどで音楽を担当。プログレバンドでの経験を生かしロックを基調としたサウンドを提供している。
- 田村信二 - SFC版『ファンタジア』から『なりきりダンジョンX』まで桜庭とともに楽曲を手がけていた。Xbox 360版『ヴェスペリア』以降は「青山響」名義。彼と桜庭の曲は正確な作曲者区別が公表されていない。
- 椎名豪 - 『レジェンディア』・『レディアント マイソロジー2』（一部）・『ゼスティリア』の楽曲を手がけている。ロックを基調とした打ち込み主体の桜庭と違い、ストリングスを多用している。
- 中村和宏 - 『イノセンス』・『レディアント マイソロジー2』（一部）の楽曲を手がけている。

外部スタッフ・企業
シナリオ
- 実弥島巧 - 『シンフォニア』・『アビス』のメインシナリオライター。『ザ レイズ』ではシナリオ原案を担当。

キャラクターデザイン
- 藤島康介 - キャラクターデザイン。
- いのまたむつみ - キャラクターデザイン。
- 中澤一登 - 『レジェンディア』のキャラクターデザイン。劇場版『ヴェスペリア』にも原画で参加した。

アニメーションプロデューサー
- 寺川英和 - プロダクション・グッドブック取締役支社長。Production I.G在籍中に、同社が手掛けたシリーズ全てにアニメーションプロデューサーとして携わる。
- 近藤光 - ufotable代表取締役社長。『エクシリア』以降のアニメパートにおいてプロデューサーを務める。TVアニメ版『ゼスティリア ザ クロス』ではストーリーディレクター、脚本なども担当。

アニメーション監督
- 岡村天斎 -　『ファンタジア』・『デスティニー』のアニメパートにおいて監督を務める。
- 西村博之 - 『エターニア』・『デスティニー2 』・『レジェンディア』のアニメパートにおいて監督を務める。
- 古橋一浩 - 『リバース』・『アビス』のアニメパートにおいて監督を務める。
- 亀井幹太 - 『レジェンディア』・PS2版『デスティニー』・『レディアント マイソロジー』・『レディアント マイソロジー3』のアニメパートにおいて監督を務める。劇場版『ヴェスペリア』においても監督を務める。
- 金子秀一 - 『レジェンディア』のアニメパートにおいて亀井と共同監督を務める。
- 山田誠 - 『ラタトスクの騎士』・『ハーツ』・『イノセンス』・『ハーツR』のアニメパートにおいて監督を務める。
- 平田智浩 - 『ヴェスペリア』のアニメパートにおいて監督を務める。
- 山崎浩司 - 『グレイセス』のアニメパートにおいて監督を務める。
- 外崎春雄 - ufotable所属。『エクシリア』以降のアニメパートにおいて監督を務める。TVアニメ版『ゼスティリア ザ クロス』、OVA版『シンフォニア』においても監督を務める。

アニメーションキャラクターデザイン
- 松竹徳幸 - 『ファンタジア』よりシリーズの多くでアニメパートキャラクターデザイン、ステータス画面キャラ画像、フェイスチャット（スクリーンチャット、スキット）画像などのデザイン・作画を担当。『シンフォニア』・『イノセンス』・『バーサス』ではアニメパートの監督も担当。
- 海谷敏久 - 『ラタトスクの騎士』・『ハーツ』・『ハーツR』のアニメパートキャラクターデザイン。
- 黒岩裕美 - 『グレイセス』のアニメパートキャラクターデザイン。
- 松島晃 - ufotable所属。『エクシリア』以降のアニメパートキャラクターデザイン、ステータス画面キャラ画像、フェイスチャット（スクリーンチャット、スキット）画像などのデザイン・作画を担当。TVアニメ版『ゼスティリア ザ クロス』、OVA版『シンフォニア』においてもキャラクターデザイン、総作画監督を務めた。
- 茂木貴之 - ufotable徳島所属。『アライズ』にてアニメパートキャラクターデザイン（松島と共同）、総作画監督を務めた。同作品のプロデューサーである富澤が総合IPプロデューサーを務める『GOD EATER』シリーズのアニメパートキャラクターデザイン・総作画監督も務めている。

アニメーション制作
- Production I.G - PS版『デスティニー』以降、『グレイセス』までのオリジナル作品で担当。劇場版『ヴェスペリア』なども制作。
- ufotable - 『エクシリア』以降のオリジナル作品で担当。TVアニメ版『ゼスティリア ザ クロス』、OVA版『シンフォニア』、漫画『学園（アカデミア）』なども制作。
- XEBEC - TVアニメ版『エターニア』で担当。
- アクタス - OVA版『ファンタジア』で担当。
- サンライズ - TVアニメ版『アビス』、『ツインブレイヴ』で担当。
- A-1 Pictures - 『ダイスアドベンチャー』で担当。
- ウィットスタジオ - 『アスタリア』・『ザ レイズ』で担当。
- アスラフィルム - 『リンク』・『レーヴ ユナイティア』で担当。

元スタッフ
- 五反田義治 - トライエース社長。SFC版『ファンタジア』にかかわり、後にトライエースを設立。
- 則本真樹 - トライエース所属。トライエース設立メンバーの一人。
- 初芝弘也 - トライクレッシェンド社長。トライエース設立メンバーの一人。
- 郷田努 - gumi所属。「モバイル」や『ヴェスペリア』にかかわった。
- 樋口義人 - バンダイナムコゲームスの別部署（鉄拳チーム）に異動。『アビス』や『ヴェスペリア』にかかわった。
- 馬場英雄 - 『イノセンス』から『ゼスティリア』まで、シリーズのブランドマネージャー、プロデューサーを務めた。

## メディアミックス
作品ごとのメディアミックスに関しては各項目を参照。

### アニメ
シリーズに関連するアニメーション作品。
| 放送日・公開日 | 作品名                                                  | ジャンル                          | 監督                  | シリーズ構成・脚本 | キャラクターデザイン                        | 制作               | 話数・巻数 |
| -------------- | ------------------------------------------------------- | --------------------------------- | --------------------- | ------------------ | ------------------------------------------- | ------------------ | ---------- |
| 2001年1月-3月  | テイルズ オブ エターニア THE ANIMATION                  | TVアニメ                          | うえだしげる          | 川崎ヒロユキ       | 前田明寿                                    | XEBEC              | 全13話     |
| 2004年-2006年  | テイルズ オブ ファンタジア THE ANIMATION                | OVA                               | 冨永タクオ 茂木信二郎 | 金月龍之介         | 松竹徳幸                                    | アクタス           | 全4巻      |
| 2007年-2012年  | テイルズ オブ シンフォニア THE ANIMATION                | OVA                               | 外崎春雄              | 金月龍之介         | 松島晃                                      | ufotable           | 全11話     |
| 2008年-2009年  | テイルズ オブ ジ アビス                                 | TVアニメ                          | こだま兼嗣            | 面出明美           | 菱沼義仁                                    | サンライズ         | 全26話     |
| 2009年10月3日  | テイルズ オブ ヴェスペリア 〜The First Strike〜         | 劇場アニメ                        | 亀井幹太              | 吉田玲子           | 松竹徳幸                                    | Production I.G     | 全1作      |
| 2012年         | ているず おぶ 劇場                                      | ゲーム特典アニメ                  | -                     | -                  | アールアールジェイ                          | サンライズ         | 全5話      |
| 2014年12月30日 | テイルズ オブ ゼスティリア 〜導師の夜明け〜             | SPアニメ                          | 外崎春雄              | ufotable 近藤光    | 松島晃                                      | ufotable           | 全1作      |
| 2016年-2017年  | テイルズ オブ ゼスティリア ザ クロス                    | TVアニメ                          | 外崎春雄              | ufotable 近藤光    | 松島晃                                      | ufotable           | 全26話     |
| 2018年-2019年  | ているず おぶ HR                                        | Webアニメ                         | 春日森春木            | 谷崎央佳           | 蘇詩宜                                      | シグナル・エムディ | 全12話     |
| 2018年         | ているず おぶ ざ れいず 劇場                            | Webアニメ                         | 佐々木忍              | 琴吹綾             | -                                           | BN Pictures        | 全8話      |
| 2019年7月4日   | テイルズ オブ ザ レイズ エバーラスティング デスティニー | Webアニメ                         | 添野恵                | 実弥島巧           | -                                           | BN Pictures        | 全1作      |
| 2020年10月18日 | テイルズ オブ クレストリア―咎我ヲ背負いて彼は発つ―      | 短編3Dアニメーション （TV & Web） | 横嶋俊久              | 熊谷純             | いのまたむつみ 藤島康介 小林美由紀 奥村大悟 | 神風動画           | 全1作      |
| 2022年1月21日  | テイルズ オブ ルミナリア The Fateful Crossroad          | Webアニメ                         | 加藤汐里 加藤緑里     | 冨田頼子           | 佐伯俊                                      | 神風動画 ANIMA     | 全2話      |

### 舞台
- テイルズ オブ ザ ステージ -最後の預言-
  - 2017年6月2日、横浜アリーナ
  - 2017年8月30日・31日、メルパルクホール大阪
  - 2017年9月5日・6日、中野サンプラザ
- テイルズ オブ ザ ステージ -ローレライの力を継ぐ者-
  - LIVE&THEATER at 横浜アリーナ
    - 2018年6月15日、横浜アリーナ

  - EMOTIONAL ACT
    - 2018年8月22日 - 26日、Zepp DiverCity TOKYO
    - 2018年9月8日・9日、Zepp なんば大阪
- テイルズ オブ ザ ステージ -光と影の正義-
  - 2019年12月5日 - 15日、天王洲銀河劇場
- テイルズ オブ アライズ オンラインシアター リベレイターズ -希望を託されし解放者たち- New Attempt
  - 2022年3月26日・27日、※オンライン配信のみ

### 漫画・雑誌
- テイルズ オブ マガジン / ビバ☆テイルズ オブ マガジン - シリーズの情報や漫画を掲載する雑誌。
- テイルズ オブ 学園（アカデミア） - アニメイトのフリーペーパー「きゃらびぃ」、「ビバ☆テイルズ オブ マガジン」に連載のシリーズのキャラクターが通う学校を舞台としたufotableの漫画作品。

### ラジオ
- テイルズリング - 不定期に放送されるラジオ番組。

### 書籍
- Tales of 大辞典（2003年1月15日） - 『ファンタジア』・『デスティニー』・『エターニア』・『なりきりダンジョン』・『ファンダム Vol.1』に登場する単語を網羅した辞典。
- VISUAL of Tales（2010年12月15日） - シリーズ15周年を記念して発売されたイラスト集。
- テイルズ オブ クロニクル（2011年3月10日） - シリーズの紹介やスタッフのインタビュー、未公開の資料を収録した設定資料集。
- Tales of 15th Anniversary テイルズ オブ 大全 1995-2011（2011年6月4日） - 発売時点での最新作『グレイセス エフ』までの全作品の人物名鑑、用語辞典を収録している。発売前である『エクシリア』の記事もわずかながら存在する。
- 『テイルズ オブ』シリーズ アニメーション ヒストリア Tales of 20th ANNIVERSARY（2015年5月30日） - シリーズのアニメ作品やシリーズ作品のオープニング・エンディングの画像を収録している。
- テイルズ オブ メモリア 『テイルズ オブ』シリーズ20周年 公式記念本（2015年10月30日） - 『ゼスティリア』までの全作品の紹介、シリーズ作品の共通点の比較などを収録している。発売前である『ベルセリア』の記事もわずかながら存在する。
- Tales of 20th Anniversary テイルズ オブ 大全 1995-2016（2015年12月15日） - 『テイルズ オブ 大全 1995-2011』に増補・改訂を行ったもの。

### 音楽CD
- The Best of Tales - 『ファンタジア』から『レジェンディア』までの主題歌を収録したCD。
- 「テイルズ オブ シリーズ」ピアノアレンジトラックス - 桜庭統によるBGMのアレンジCD。
- 「テイルズ オブ シリーズ」バトルアレンジトラックス - 桜庭統によるBGMのアレンジCD。

### カードゲーム
- テイルズ オブ マイシャッフル - カードゲーム。バーチャルカードダス としても流通している。

### 体験型ゲーム
- Tales of SERIES 25th Anniversary 〜スペシャルケーキ大作戦〜 -なぞともカフェ新宿店・なんばパークス店（2020年10月31日～11月30日）、ハムリーズ横浜ワールドポーターズ店、キャナルシティ博多店（2020年12月上旬～3月14日）で開催。参加者が「テイルズ オブ」シリーズの歴代主人公たちと協力しながら、25周年の思い出が詰まったトクベツなケーキを成功させることを目的とした、没入型RPG体験イベント[30]。なぞともカフェではルーム型謎解きアトラクションであるCUBEの個室も使用されるが、謎解きタイプの体験型ゲームではなく、リアル・アクション・ロールプレイング（バンダイナムコエンターテインメントでの呼称）である[31]。

### その他の商品
- テイルズ オブ 魔法 カルタ - 『グレイセス』に登場した魔法カルタを商品化したもの。読み上げCDが付属しており、読み上げは『デスティニー』のリオン（緑川光）、『ヴェスペリア』のユーリ（鳥海浩輔）、『グレイセス』のアスベル（櫻井孝宏）による。完全予約受注生産。
- テイルズ オブ 魔法 カルタ 2 - 『グレイセス エフ』で追加されたカルタと、『魔法カルタ 2』だけのオリジナルカルタの商品化。

## イベント
2008年以降、ファンイベント「テイルズ オブ フェスティバル」が行われており、アーティストや声優陣などを集めてイベントを行ったり、グッズを売ったりもしている。「ジャンプフェスタ」などでもシリーズのイベントを行っている。
2021年からは、各作品の単独イベント「TALES OF READING LIVE」が、オンラインで開催。声優陣による新作朗読劇をメインとし、出演者によるトークコーナーなどの内容となっている。
- 2021年9月19日、TALES OF READING LIVE「テイルズ オブ デスティニー編」
- 2021年12月11日、TALES OF READING LIVE「テイルズ オブ ファンタジア編」
- 2022年3月6日、TALES OF READING LIVE「テイルズ オブ エターニア編」

## コラボレーション
『NAMCO x CAPCOM』『ソウルキャリバー レジェンズ』『ヴィーナス&ブレイブス〜魔女と女神と滅びの予言〜』『PROJECT X ZONE』『アナザーエデン 時空を超える猫』といったシリーズ外の作品にも、本シリーズのキャラクターがゲストとして登場している。
PS3版『ヴェスペリア』では『ケロロ軍曹』とコラボレーションが行われている。カロルの衣装にケロロが登場したり、ケロロの衣装時にパティを一緒に戦闘に出した際の戦闘勝利時の台詞に日向夏美のものが混在している（これはカロルを演じたのがケロロ役の渡辺久美子でパティを演じたのは日向夏美役の斎藤千和であるため）。
2010年発売のニンテンドーDS用ソフト『ケロロRPG 騎士と武者と伝説の海賊』はテイルズスタジオが製作に関連しており、バトルシステムやフェイスチャットなど本シリーズの要素が取り入れられているほか、予約限定特典としてケロロ小隊の5人とテイルズキャラクター（クレス、ジェイド、ヴァン、コーダ、カロル）が書かれたクリアファイルがつく。人選はケロロ小隊のメンバーの声優5人が歴代『テイルズ オブ』シリーズで演じたキャラクターたちである（対応キャラはケロロ=カロル〈声 - 渡辺久美子〉、タママ=コーダ〈声 - 小桜エツ子〉、ギロロ=ヴァン〈声 - 中田譲治〉、クルル=ジェイド〈声 - 子安武人〉、ドロロ=クレス〈声 - 草尾毅〉）。
また、これ以降のシリーズではメインキャラクターの声優にちなんださまざまなアニメ作品とのコラボが行われている。『グレイセス』では『コードギアス 反逆のルルーシュ』（アスベル＝枢木スザク〈声 - 櫻井孝宏〉）、『エクシリア』では『STAR DRIVER 輝きのタクト』（レイア・ロランド＝アゲマキ・ワコ〈声 - 早見沙織〉）とのコラボが行われており、DLCで各作品のキャラクター衣装がダウンロードできる。
「バナフェス！タウン」のテイルズ オブ シリーズ専用のコミュニティ、『テイルズ オブ キズナ』の提供サイトのひとつ「Mobage」といったSNSでは利用者のアバター用のガシャポンがあり着せ替えアイテムが入手できる。
本シリーズと同じくバンダイナムコゲームスから発売されている「アイドルマスターシリーズ」とは、キャラクターが何らかの形で相互に出演している。『アスタリア』では当時展開中だった4シリーズ（『プラチナスターズ』『シンデレラガールズ』『sideM』『ミリオンライブ』）とそれぞれコラボが行われた。

## マーボーカレー
マーボーカレー（麻婆カレー）とは、麻婆豆腐とカレーを混ぜた料理、またはそれを米飯に掛けたカレーライスであり、「テイルズ オブ シリーズ」に登場する料理として、食品メーカーとのタイアップによる商品化もされた。一部外食チェーンでも提供されている。

### 商品化
マーボーカレーはテイルズ オブ シリーズとのタイアップとしては3回商品化されている。2008年に『テイルズ オブ ハーツ』の発売を記念して、ゲームの製作元であるバンダイナムコゲームスとコンビニエンスストアであるサークルKサンクスにより、弁当形式で期間限定商品（2008年12月9 - 22日）として販売された。甜麺醤を加えた広東風の仕上がりとなっている。
また2009年には『テイルズ オブ グレイセス』の発売にあたり、ハウス食品とのタイアップにてレトルト食品として商品化された。こちらは豆板醤を利かせた「コクの中辛」と、野菜やオイスターソースの旨味を加えた「まろやか中辛」が用意されている。2種類の味になったのは、テイルズ オブ シリーズのファンに女性も多いことをハウス食品のスタッフがイベントで実感したため。なお、同社では初めて豆腐を食材に利用したカレーである。2010年12月6日より『テイルズ オブ グレイセス エフ』発売に合わせて12月末まで期間限定で「マーボーカレースペシャル」が発売された。
2015年1月にはテイルズ オブ ゼスティリアの発売を記念し、セブンイレブンにて「マーボーカレーまん」が期間限定で発売された。
テイルズ オブ シリーズとのタイアップでないマーボーカレーを提供する店もある。松屋では2008年5月22日よりメニューとして「マーボカレー」が加わり、全国の店舗（一部店舗を除く）で販売され、その後、再度販売されている。ただし、こちらは麻婆豆腐ではなく代わりに茄子を入れたマーボーナス仕様である。またCoCo壱番屋も2013年5月1日から7月31日までの期間限定メニューとして、「麻辣豆腐カレー」を販売した。

## Webアニメ
大体5分くらいでわかるRPG TALES OF パペット
アソビストア×テイルズチャンネル＋のコラボWebアニメ。旧マザーシップタイトルの解説をパペット風キャラが紹介する。全16話。回が進むにつれ長くなり5分では収まらなくなってきている。
スタッフ
- 監督・キャラクターデザイン - 西山司
- アニメーション制作 - DLE

| 話数   | サブタイトル                   | シナリオ        | 作画                 | 出演（声優）                                                                                         | 配信日         |
| ------ | ------------------------------ | --------------- | -------------------- | --- | -------------- |
| 第1話  | テイルズ オブ ファンタジア編   | 西山司          | 西山司               | クレス・アルベイン（草尾毅） スタン・エルロン（関智一）                                              | 2018年 6月18日 |
| 第2話  | テイルズ オブ デスティニー編   | 西山司          | 西山司               | クレス・アルベイン（草尾毅） スタン・エルロン（関智一）                                              | 8月1日         |
| 第3話  | テイルズ オブ エターニア編     | 西山司          | 堤心平 西山司        | リッド・ハーシェル（石田彰） カイル・デュナミス（福山潤）                                            | 9月3日         |
| 第4話  | テイルズ オブ デスティニー2編  | 西山司          | 堤心平 西山司        | リッド・ハーシェル（石田彰） カイル・デュナミス（福山潤）                                            | 10月10日       |
| 第5話  | テイルズ オブ シンフォニア編   | 中島直俊 西山司 | 堤心平 西山司        | ロイド・アーヴィング（小西克幸） ヴェイグ・リュングベル（檜山修之）                                  | 11月1日        |
| 第6話  | テイルズ オブ リバース編       | 中島直俊 西山司 | 堤心平 西山司        | ロイド・アーヴィング（小西克幸） ヴェイグ・リュングベル（檜山修之）                                  | 12月3日        |
| 第7話  | テイルズ オブ レジェンディア編 | 中島直俊 西山司 | 堤心平 鈴木豆 西山司 | セネル・クーリッジ（鈴村健一） ルーク・フォン・ファブレ（鈴木千尋） アッシュ（鈴木千尋）第8話ゲスト  | 2019年 1月7日  |
| 第8話  | テイルズ オブ ジ アビス編      | 中島直俊 西山司 | 堤心平 西山司        | セネル・クーリッジ（鈴村健一） ルーク・フォン・ファブレ（鈴木千尋） アッシュ（鈴木千尋）第8話ゲスト  | 2月1日         |
| 第9話  | テイルズ オブ イノセンス編     | 中島直俊 西山司 | 堤心平 西山司        | ルカ・ミルダ（木村亜希子） ユーリ・ウェル（鳥海浩輔）                                                | 3月1日         |
| 第10話 | テイルズ オブ ヴェスペリア編   | 中島直俊 西山司 | 堤心平 西山司        | ルカ・ミルダ（木村亜希子） ユーリ・ウェル（鳥海浩輔）                                                | 4月1日         |
| 第11話 | テイルズ オブ ハーツ編         | 中島直俊 西山司 | 堤心平 西山司        | シング・メテオライト（柿原徹也） アスベル・ラント（櫻井孝宏） メカアスベル（櫻井孝宏）第12話ゲスト   | 5月7日         |
| 第12話 | テイルズ オブ グレイセス編     | 中島直俊 西山司 | 堤心平 西山司        | シング・メテオライト（柿原徹也） アスベル・ラント（櫻井孝宏） メカアスベル（櫻井孝宏）第12話ゲスト   | 6月3日         |
| 第13話 | テイルズ オブ エクシリア編     | 中島直俊 西山司 | 堤心平 西山司        | ジュード・マティス（代永翼） ミラ＝マクスウェル（沢城みゆき） ルドガー・ウィル・クルスニク（近藤隆） | 7月1日         |
| 第14話 | テイルズ オブ エクシリア2編    | 中島直俊 西山司 | 堤心平 西山司        | ジュード・マティス（代永翼） ミラ＝マクスウェル（沢城みゆき） ルドガー・ウィル・クルスニク（近藤隆） | 8月1日         |
| 第15話 | テイルズ オブ ゼスティリア編   | 中島直俊 西山司 | 堤心平 西山司        | スレイ（木村良平） ベルベット・クラウ（佐藤利奈）                                                    | 9月2日         |
| 第16話 | テイルズ オブ ベルセリア編     | 中島直俊 西山司 | 堤心平 西山司        | スレイ（木村良平） ベルベット・クラウ（佐藤利奈）                                                    | 10月1日        |